# Phrae
Pour la province de Thaïlande, voir Province de Phrae.
Phrae (thaï : แพร่; lanna : แป้, Pae) est une ville de la région Nord de la Thaïlande située dans la vallée de la Yom, un sous-affluent de la Chao Phraya. Elle fit partie du royaume de Lanna avant d'être annexée à la Thaïlande par le royaume de Sukhothaï.